# Кудринцы (Каменец-Подольский район)
Кудринцы (укр. Кудринці) — село в Каменец-Подольском районе Хмельницкой области Украины.
Население по переписи 2001 года составляло 335 человек. Почтовый индекс — 32338. Телефонный код — 3849. Занимает площадь 0,99 км².

## Местный совет
32337, Хмельницкая обл., Каменец-Подольский р-н, с. Завалье